# ARP Odyssey

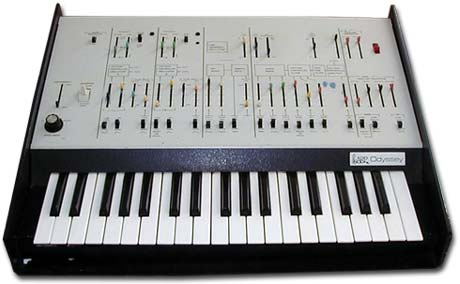
ARP Odyssey 1.

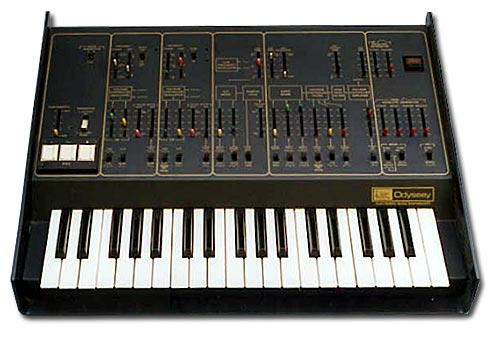
ARP Odyssey 2.

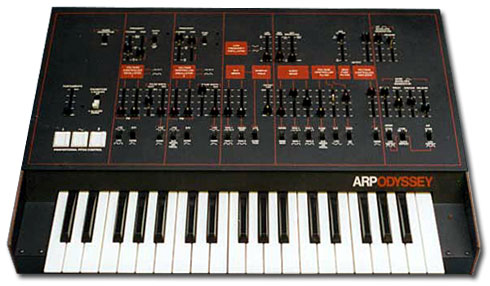
ARP Odyssey 3.

Le ARP Odyssey est un synthétiseur analogique commercialisé entre 1972 et 1981 par la société américaine ARP.
Créé dans le but de concurrencer le Minimoog, le ARP Odyssey en reprend une partie du concept. Il se présente sous la forme d'un petit clavier à trente-sept touches avec accès aux paramètres par des potentiomètres linéaires. C'est le premier synthétiseur capable de jouer deux notes simultanément (duophonique).
Du fait de son architecture, l’Odyssey offre un peu plus de possibilités en termes de synthèse sonore, que son concurrent direct de l’époque : le Minimoog. Si ce dernier est très apprécié pour ses basses et ses solos, l’Odyssey excelle dans les effets sonores, habituellement réservés aux synthétiseurs modulaires.
Il est présent sur de nombreux albums des années 1970, notamment dans le courant jazz fusion, rock progressif, puis disco et même un peu plus tard dans la new wave. Entre autres, ce modèle est notoirement connu pour avoir servi à réaliser les plus grands tubes disco de Cerrone.

## Versions originales
Trois principales versions se succèdent entre 1972 et 1981 :
- Odyssey 2800
- Odyssey II
- Odyssey III

Les différences entre les modèles sont cosmétiques, mais aussi électroniques, notamment le filtre VCF, dont la pente est de 12 dB/octave sur la première version et de 24 dB/octave sur les suivantes.

## Versions depuis 2015
En 2015, Korg annonce la recréation de l’Odyssey et de la marque ARP, dont elle a acquis les droits. Fidèle en de nombreux points à son ancêtre, la nouvelle version propose toutefois quelques différences, ou fonctionnalités supplémentaires.

### Ajouts
- le filtre passe-bas est disponible dans les trois versions qui ont équipé les différentes séries originales, sélectionnables via un commutateur ;
- un overdrive ;
- une implémentation MIDI (basique) avec connectique USB mais seulement une prise « MIDI IN » en contrepartie.
- une sortie casque avec contrôle séparé du volume.

### Différences
- la première différence majeure est que la conception fait usage de composants électroniques CMS, au lieu d’utiliser des composants traversants ;
- la version 2015 de l’ARP Odyssey est à échelle réduite par rapport à l’original (86 % d’après Korg). De fait, le clavier est plus petit (type « slim keys ») ;
- alimentation externe.
- PPC (proportional Pitch Control) installé sur toutes les versions.

Le nouvel Odyssey est principalement disponible en noir et orange, et est livré avec une valise de transport noire conçue sur mesure. Il existe également en série limitée, reprenant les coloris des versions Mark I et Mark II, respectivement : « blanc cassé » et « noir et doré ». Ces versions sont en tout point identiques techniquement, seule l’esthétique diffère.
En 2016, Korg annonce la disponibilité de l' « ARP Odyssey Module », une version sans clavier du modèle 2015.
En 2017, Korg annonce la disponibilité en série limitée de l'« ARP Odyssey FS » (pour Full Size). Par rapport au modèle 2015, les dimensions sont donc « normales », avec un clavier de taille standard, et correspondent à celles des modèles originaux des années 1970. La conception est réalisée au Japon, l'assemblage à New York, États-Unis (la version 2015 est fabriquée en Chine). La tension secondaire passe à 12 V, au lieu de 9 V sur la version 2015. 
La sérigraphie respecte plus fidèlement les modèles originaux : le logo « ARP » et la police de caractères du nom « Odyssey » sont légèrement différents entre le Mark 1 et le Mark 2 (distance entre la clef de sol et le A, ainsi que l’épaisseur des lettres), alors que sur la version 2015 elles sont identiques pour le Mark 1 et 2.

## Caractéristiques techniques
- Synthèse : soustractive.
- Oscillateurs : deux, avec deux formes d'onde (carré à largeur variable et dent de scie descendante). L’oscillateur 1 peut être déconnecté de la commande du clavier et peut donc servir de LFO, l’oscillateur 2 est synchronisable avec l’oscillateur 1.
- Générateur de bruit blanc et rose.
- Modulateur en anneau (type XOR).
- Échantillonneur-bloqueur (commandé par le clavier ou le LFO).
- Filtres : un passe-bas résonnant auto-oscillant (12 dB ou 24 dB/octave suivant modèle) contrôlé en tension (VCF) et un passe-haut simple.
- Enveloppes : deux, une de type ADSR et une de type AR (le VCF et le VCA peuvent être modulés par l'une ou l'autre, au choix).
- LFO (oscillateur basse fréquence) : un, avec deux formes d’onde (carré et sinusoïde).
- Clavier : 37 touches, transposable sur deux octaves inférieures et deux octaves supérieures.
- Duophonique.
- Portamento réglable.
- Commande séparée pour l’ouverture du VCA qui permet d'augmenter son gain (volume), indépendamment de l’enveloppe, générant ainsi un son continu.
- Déclenchement des enveloppes possible par le LFO (effet de répétition).

## Quelques artistes en ayant fait usage
- ABBA (Gimme ! Gimme ! Gimme !)
- Alphaville
- Astral Projection
- Karl Bartos
- François Bréant
- Cerrone (Supernature)
- Camel
- Chemical Brothers
- Michel Coeuriot
- Chick Corea
- Patrick Cowley
- DAF
- George Duke
- Earth and Fire
- Jimmy Edgar
- Joël Fajerman
- John Foxx
- Manuel Göttsching
- Herbie Hancock
- Jean Michel Jarre
- Kraftwerk
- Les McCann
- Jon Lord (Deep Purple)
- Gary Numan
- Conny Plank
- Roger Powell qui a produit aussi en 1973 un livre accompagné d'une cassette vidéo de 40 min pour enseigner l'ARP Odyssey[2]
- Readymade
- Arnaud Rebotini
- Georges Rodi
- Ryuichi Sakamoto
- Klaus Schulze
- Space Art
- Tangerine Dream
- Ultravox
- Billy Currie (avec les groupes Ultravox et Visage mais aussi dans sa carrière solo)
- Vangelis
- Jean Ven Robert Hal (en)
- Yellow Magic Orchestra
- Didier Marouani du groupe Space (Magic Fly)